# Jo Leinen
Josef (Jo) Leinen (ur. 6 kwietnia 1948 w Bisten w Kraju Saary) – niemiecki prawnik i polityk lokalny, działacz na rzecz ochrony środowiska, minister ochrony środowiska w rządzie Kraju Saary (1985–1994), poseł do Parlamentu Europejskiego V, VI, VII i VIII kadencji, przewodniczący Ruchu Europejskiego.

## Życiorys
Studiował prawo i ekonomię w Saarbrücken i Bonn. W 1972 zdał państwowy egzamin prawniczy I stopnia, a w 1976 – II stopnia. Uzyskał także dyplom Kolegium Europejskiego w Brugii. Od 1977 praktykował jako adwokat we Fryburgu Bryzgowijskim. Działał w młodzieżówce SPD, był jej sekretarzem ds. Europy (1977–1979). Zasiadał w komisji ds. ochrony środowiska SPD (1981–1985) oraz zarządzie SPD w Kraju Saary (1985–1999). Był wiceprzewodniczącym Europejskiego Biura Ekologicznego (EEB) w Brukseli (1979–1984).
Od 1985 do 1999 był posłem do Landtagu Kraju Saary oraz przewodniczącym komisji ds. Europy (1994–1999) i ministrem ochrony środowiska Kraju Saary (1985–1994). W 1999 zasiadł w ławach Rady Miasta Püttlingen. Był członkiem Komitetu Regionów (1995–1999) oraz Kongresu Gmin i Regionów Rady Europy (1995–1999).
W 1999 wybrany na posła do Parlamentu Europejskiego, uzyskiwał reelekcję w 2004, 2009 i 2014. Był wiceprzewodniczącym Komisji ds. Kwestii Konstytucyjnych (2002–2004), a później jej przewodniczącym.
Działacz ruchu paneuropejskiego, m.in. jako przewodniczący Unii Europejskich Federalistów (1997–2005) oraz jako zastępca (2003–2011) i przewodniczący (2011–2017) międzynarodowego Ruchu Europejskiego. Został też wiceprzewodniczącym stowarzyszenia na rzecz energii odnawialnej EUROSOLAR.